# Bitwa o Fort Washington
Bitwa o Fort Washington – starcie zbrojne, które miało miejsce 16 listopada 1776 roku w czasie kampanii nowojorskiej, podczas amerykańskiej wojny o niepodległość.
Fort Washington znajdował się na północnym Manhattanie, w najwyżej położonym punkcie wyspy (około 75 m nad poziomem rzeki Hudson). Wraz z siostrzanym Fortem Lee pozwalał kontrolować nurt rzeki uniemożliwiając flocie brytyjskiej pnetrowanie górnego jej biegu. W okolicy fortów zatopiono też kilka starych statków, które miały utrudniać operacje Royal Navy.
Na początku listopada dezerter z fortu, William Demont, przekazał brytyjskim oficerom wszystkie ważne informacje mogące ułatwić im planowanie ataku. 5 listopada trzy brytyjskie okręty popłynęły w górę Hudsonu omijając fort i unikając rozbicia na zatopionych wrakach. To zaniepokoiło George’a Washingtona, który zaczął żywić obawy, co do utrzymania Fortu Washington. Sugestia Washingtona, żeby opuścić fort i przerzucić jego 3-tysięczną załogę do New Jersey, została odrzucona przez komendanta fortu, pułkownika Roberta Mcgawa, który był przekonany, że da radę placówkę utrzymać.
15 listopada Brytyjczycy wysłali do fortu parlamentariusza z propozycją kapitulacji. Mcgaw odrzucił propozycję. Następnego ranka Brytyjczycy opanowali okoliczne wzgórza i otworzyli ogień z dział na fort i jego dalej położone instalacje obronne, po czym przypuścili skoordynowany atak z trzech stron. Ze zdecydowanym oporem spotkał się zwłaszcza atak Niemców pod dowództwem pułkownika Johanna Ralla, ale późnym popołudniem Mcgaw uznał, że bitwa jest przegrana i zaakceptował propozycję kapitulacji.
Większość wziętych do niewoli oficerów została później zwolniona, lecz dla szeregowców los nie był tak łaskawy. Setki zmarły z powodu chorób na brytyjskich statkach więziennych.
Washington na czele coraz szczuplejszej armii (odeszło także około 2 000 członków milicji stanowych, którym właśnie wygasał termin służby) wycofał się na południe i w początkach grudnia dotarł do Trenton, gdzie przeprawił się przez rzekę Delaware zabierając wszystkie znalezione łodzie.
20 listopada Brytyjczycy przekroczyli Hudson i zajęli opuszczone umocnienia Fortu Lee, gdzie zdobyli 50 dział i wielkie ilości zapasów pozostawionych przez Amerykanów.
Utrata Fortu Washington wywołała głęboki wstrząs w amerykańskim dowództwie. Washington żałował, że pozwolił by podwładny miał ostatnie słowo. W przyszłości generał polegał mniej na radach innych a bardziej własnej intuicji.
Inną reakcją było wystąpienie Charlesa Lee do Kongresu o odebranie dowództwa Washingtonowi i przyznanie go jemu.